# Dornier Do X

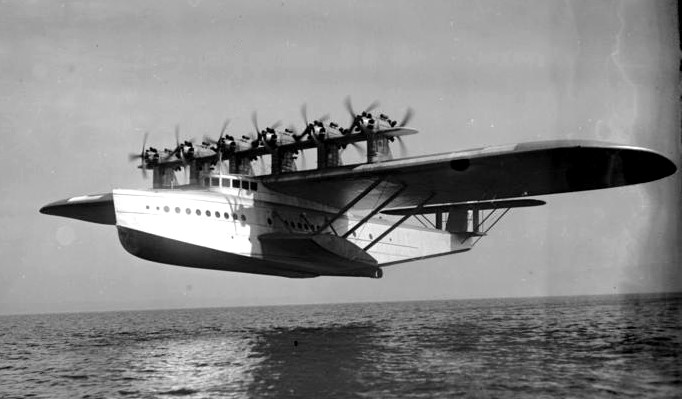
Dornier Do X

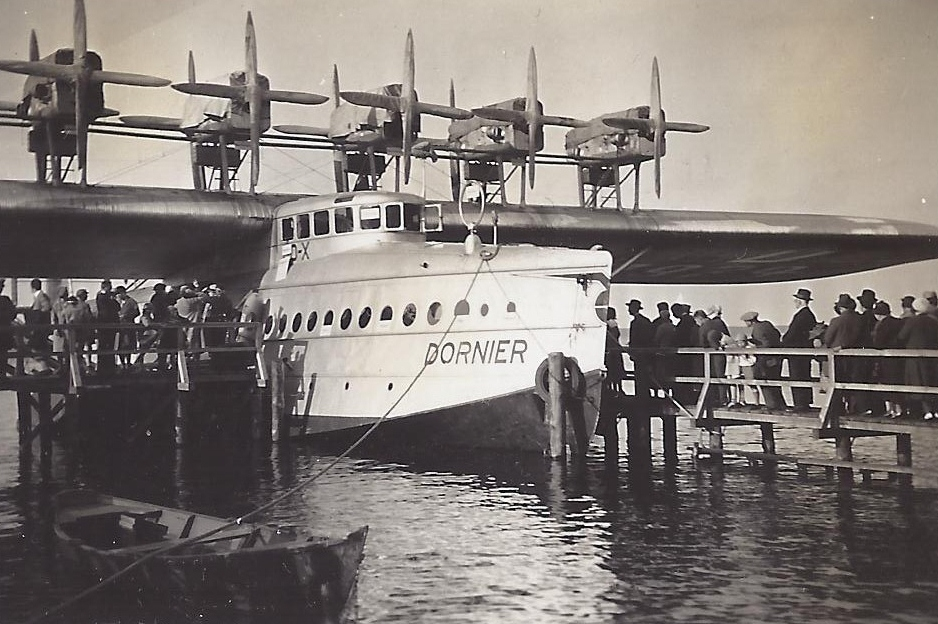
Do X - pe malul lacului Müggelsee (Berlin - Germania), mai 1932

Dornier Do X, a fost cel mai mare, mai greu și mai puternic hidroavion din lume, la data introducerii sale în Germania  de către compania Dornier Flugzeugwerke (1929).